# يانغ كوري
اليانغ الكوري (بالهانغل: 양، وبالهانجا: 兩) هي العملة الرسمية لمملكة جوسون والإمبراطورية الكورية من سنة 1892 وحتى سنة 1902.